# 岡田知子 (建築家)
岡田 知子（おかだ ともこ、1955年 - ）は、日本の建築家、建築学者。西日本工業大学デザイン学部教授。博士（学術）。大阪府生まれ。

## 略歴
- 1979年 - 大阪芸術大学芸術学部建築学科卒業[1]
- 1984年 - 大阪市立大学大学院生活科学研究科生活科学専攻前期博士課程修了
- 1984年 - 岡田知子建築設計室設立
- 1993年 - 西日本工業大学工学部建築学科助教授

## 主な著書
- 集住の知恵（共著、日本建築学会、技報堂出版、2005年）
- 東アジア・東南アジアの集住文化（共著、放送大学教育振興会、2003年）
- 現代住居のパラダイム（共著、ドメス出版、1997年）

## 主な作品
- 富田林の家
- 海の家
- ニューライフビル
- 苅田町立白川小学校